# Inge Auerbacher
Inge Auerbacher (Kippenheim, 31 december 1934) is een in Nazi-Duitsland geboren Amerikaanse chemicus. Ze is een overlevende van de Holocaust en is vooral bekend om haar boeken over haar ervaringen in de Tweede Wereldoorlog.

## Levensloop

### Vroege jaren
Auerbacher werd op oudejaarsdag 1934 geboren in het dorp Kippenheim in de buurt van het Zwarte Woud in het zuidwesten van Duitsland, dicht bij de grens met Frankrijk en Zwitserland. Ze was het enige kind van Berthold (1898-1987) en Regina Auerbacher (née Lauchheimer, 1905-1996); haar beide ouders kwamen uit religieuze joodse families, die al generatieslang in Duitsland (Jebenhausen en Göppingen) woonden. Haar vader, textielhandelaar van beroep, was tevens soldaat in het Duitse leger tijdens de Eerste Wereldoorlog en kreeg het IJzeren Kruis voor zijn dienst aan zijn land.
Op 10 november 1938 werden haar vader en grootvader gearresteerd en afgevoerd tijdens de chaos van Kristallnacht en naar het concentratiekamp Dachau gestuurd. Inge, haar moeder en haar grootmoeder konden tijdens de Kristallnacht schuilen in een schuur en raakten hierbij niet gewond. Een paar weken later keerden Inge's vader en grootvader terug naar huis, maar haar grootvader stierf kort daarna in mei 1939 aan een hartaanval.

### Tweede Wereldoorlog
Op zevenjarige leeftijd werd Auerbacher in augustus 1942 met haar ouders gedeporteerd naar het getto Theresienstadt en vervolgens naar het concentratiekamp Theresienstadt. Haar grootmoeder werd in 1941 vermoord door de nazi's en begraven in een massagraf in een bos bij Riga. Negentien andere leden van haar familie werden ook door de Nazi's vermoord. Auerbacher zelf is een van de weinige kinderen die het concentratiekamp Theresienstadt heeft overleefd.
Nadat het kamp op 8 mei 1945 door het Rode Leger was bevrijd, verbleef het gezin eerst in een vluchtelingenkamp in Stuttgart en keerde daarna voor korte tijd terug naar Göppingen.

### Na de oorlog
In mei 1946 emigreerde het gezin naar de Verenigde Staten aan boord van een troepentransportschip en vestigde zich in New York. In 1953 kreeg Auerbacher het Amerikaanse staatsburgerschap.
In 1966 bezocht ze, ruim twintig jaar na haar emigratie naar de Verenigde Staten, haar geboorteplaats Kippenheim. In 1986 publiceerde Auerbacher haar jeugdmemoires, waarvan in 1990 een Duitse vertaling verscheen.
Op de herdenkingsdag van de Holocaust op 27 januari 2022 sprak ze in de Duitse Bondsdag en deed ze een beroep op het Duitse volk om zich tegen antisemitisme te verzetten.

## Publicaties
- Ich bin ein Stern. Weinheim, 1990, 1992. ISBN 3-407-78136-9 (Heruitgave) – Origineel: I Am a Star: Child of the Holocaust. Puffin Books, 1993, ISBN 0-14-036401-3
- Jenseits des gelben Sterns. Konstanz, 2005. ISBN 3-89649-969-6 (Heruitgave) – Origineel: Beyond the Yellow Star to America. Royal Fireworks Pub, 2003. ISBN 0-88092-252-4.
- Finding Dr. Schatz: The Discovery of Streptomycin and a Life It Saved. Lightning Source. UK Ltd, 2006. ISBN 0-595-37997-4
- Anton Hegele (Hrsg.), Inge Auerbacher: 800 Jahre Jebenhausen: vom ritterschaftlichen Dorf zum Stadtbezirk. Göppingen, 2006. Gepubliceerd in het Stadsarchief van Göppingen, nummer 46.

- Biblioteca Nacional de España: XX840313
- CiNii: DA04129315
- Gemeinsame Normdatei: 119486482
- International Standard Name Identifier: 0000 0001 0935 0929
- Library of Congress Control Number: n85245095
- Bibliotheek van het Japanse parlement: 00462549
- Nationale Bibliotheek van Tsjechië: jx20050504001
- Nationale Bibliotheek van Israël: 987007297497205171
- Nationale Bibliotheek van Polen: a0000002700915
- Nederlandse Thesaurus van Auteursnamen: 075226928
- Réseau des bibliothèques de Suisse occidentale: 02-A002951674
- Istituto Centrale per il Catalogo Unico: LO1V146923
- SNAC: w6ff48r1
- Virtual International Authority File: 110859265
- WorldCat: E39PBJr7VYwGmCGdFjBpV6bKh3